# Kreis Bad Freienwalde
Der Kreis Bad Freienwalde, seltener auch Kreis Bad Freienwalde (Oder), 1990 bis 1993 Landkreis Bad Freienwalde, war ein deutscher Landkreis. Er gehörte von 1952 bis 1990 zum Bezirk Frankfurt (Oder) der Deutschen Demokratischen Republik (DDR) und anschließend von 1990 bis 1993 zum Land Brandenburg. Sein Gebiet liegt heute im Landkreis Märkisch-Oderland in Brandenburg. Sein Verwaltungssitz war die Stadt Bad Freienwalde (wechselnd mit Bad Freienwalde (Oder)), deren Schreibweise erst 1994 mit Bad Freienwalde (Oder) festgelegt wurde.

## Geographie
Der Kreis umfasste Teile des Oberbarnim, des mittleren Oderbruch und des Niederoderbruch und damit teilweise der Landschaft Neumark.

### Nachbarkreise
Der Kreis Bad Freienwalde grenzte im Norden an den Kreis Eberswalde, im Osten an Polen, im Süden an die Kreise Seelow und Strausberg und im Westen an den Kreis Bernau.

## Geschichte

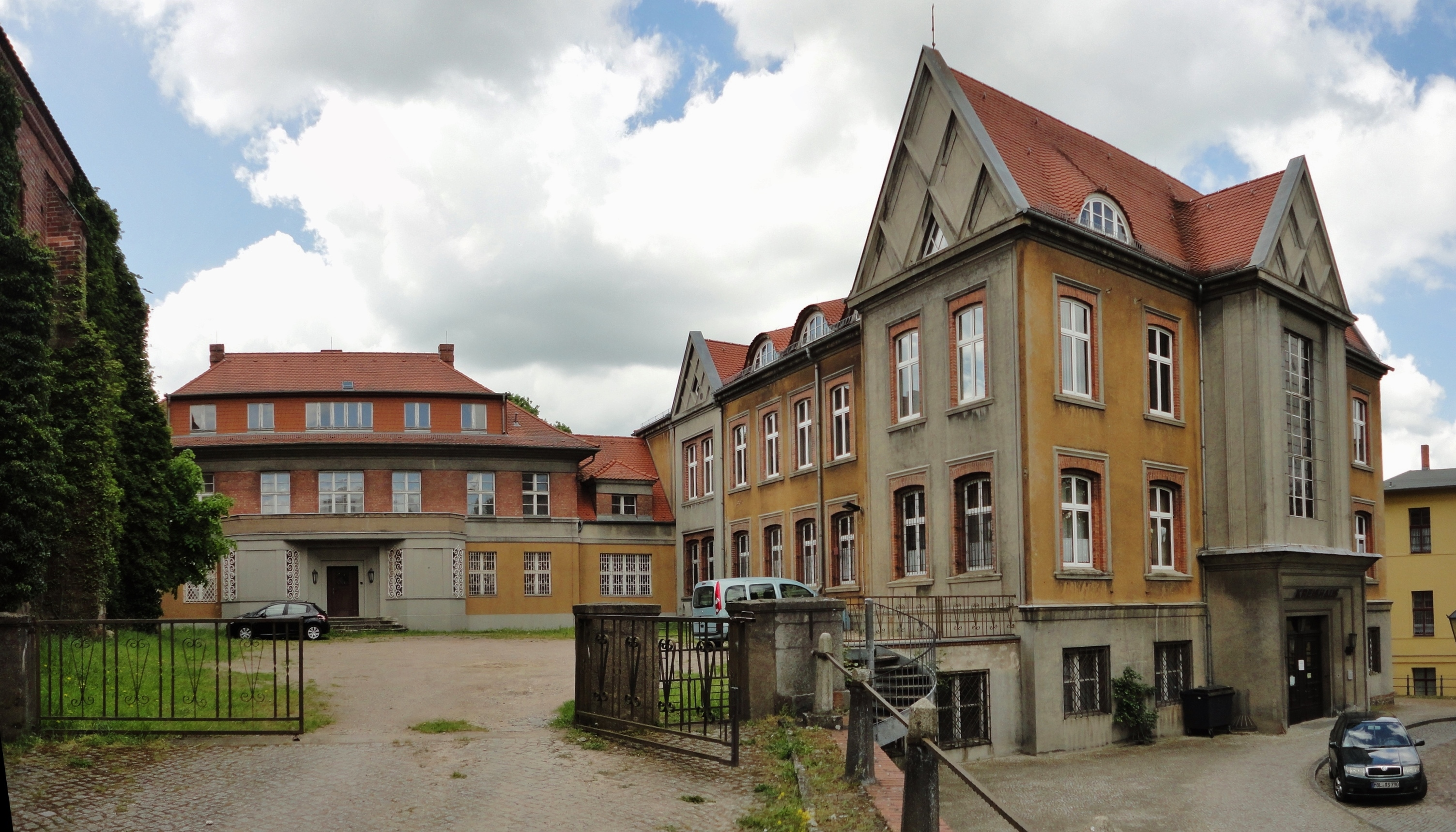
Ehemaliger Sitz der Kreisverwaltung

Der Kreis Bad Freienwalde entstand im Zuge der Verwaltungsreform in der DDR am 25. Juli 1952 durch Neugliederung der Landkreise Seelow (bis 1950 Kreis Lebus) und Oberbarnim. Kreisstadt war die Stadt Bad Freienwalde. Gleichzeitig wurden die Länder der DDR aufgelöst und 14 Bezirke geschaffen. Der Kreis Bad Freienwalde wurde dem Bezirk Frankfurt (Oder) zugeordnet. Am 1. Januar 1957 wechselte die Gemeinde  Metzdorf aus dem Kreis Strausberg in den Kreis Bad Freienwalde. 
Mit der Wiedervereinigung 1990 wurde der Kreis Bad Freienwalde ein Landkreis nach deutschem Kommunalrecht. Bereits vorher, am 17. Mai 1990 wurde der Kreis formal in Landkreis Bad Freienwalde umbenannt. Ab dem 3. Oktober 1990 gehörte er zum Land Brandenburg. Sitz der Kreisverwaltung war die Stadt Bad Freienwalde, 1994 umbenannt in Bad Freienwalde (Oder).
Am 6. Dezember 1993 ging der Landkreis im Zuge der brandenburgischen Kreisreform im Landkreis Märkisch-Oderland auf.

## Politik

### Landrat
- 1990: Hartmut Meyer
- 1990–1993: Friedhelm Zapf

Die Verwaltung im Kreis Bad Freienwalde war nach der Wende nach dem Model von Nordrhein-Westfalen aufgebaut worden.
In dieser Zeit war der Leiter der Verwaltung der Oberkreisdirektor Günter Holtorp und der Vorsitzende des Kreistages wurde Landrat genannt.

## Kreisangehörige Gemeinden und Städte
Aufgeführt sind alle Orte, die am 25. Juli 1952 bei der Gründung des Kreises Bad Freienwalde eigenständige Gemeinden waren. Eingerückt sind Gemeinden, die bis zum 5. Dezember 1993 ihre Eigenständigkeit verloren und in größere Nachbargemeinden eingegliedert wurden oder sich mit einer anderen Gemeinde zusammengeschlossen hatten.
- Bad Freienwalde (Oder), Kreisstadt (am 1. Januar 1957 wurde Sonnenburg eingemeindet[1])
- Altglietzen (heute ein Ortsteil der Stadt Bad Freienwalde)
  - Altlewin (am 1. Januar 1957 wurde Altlewin in Alttrebbin eingemeindet[1]) (heute ein Gemeindeteil von Neutrebbin)
  - Altmädewitz (am 1. März 1973 schlossen sich Altmädewitz und Neumädewitz zu Mädewitz zusammen[1]) (heute ein Gemeindeteil der Gem. Oderaue)
- Altranft (heute ein Ortsteil der Stadt Bad Freienwalde)
- Altreetz (heute ein Ortsteil der Gem. Oderaue)
- Alttrebbin (am 1. Januar 1957 wurde Altlewin in Alttrebbin eingemeindet) (heute ein Ortsteil von Neutrebbin)
  - Altwriezen (am 1. Januar 1957 schlossen sich Altwriezen und Beauregard zu Altwriezen/Beauregard zusammen[1]) (heute ein Gemeindeteil von Altwriezen/Beauregard, Ortsteil der Stadt Wriezen)
- Altwriezen/Beauregard (am 1. Januar 1957 schlossen sich Altwriezen und Beauregard zu Altwriezen/Beauregard zusammen[1]) (heute ein Ortsteil der Stadt Wriezen)
  - Altwustrow (am 1. Januar 1957 schlossen sich Altwustrow und Neuwustrow zu Wustrow zusammen[1]) (heute ein Gemeindeteil der Gem. Oderaue)
  - Beauregard (am 1. Januar 1957 schlossen sich Altwriezen und Beauregard zu Altwriezen/Beauregard zusammen[1]) (heute ein Gemeindeteil von Altwriezen/Beauregard, Ortsteil der Stadt Wriezen)
- Beiersdorf (heute ein Ortsteil der Gemeinde Beiersdorf-Freudenberg)
  - Biesdorf (am 1. Januar 1974 schlossen sich Lüdersdorf und Biesdorf zu Lüdersdorf/Biesdorf zusammen[1]) (heute ein Ortsteil der Stadt Wriezen)
- Bliesdorf (Gemeinde und Ortsteil)
- Bralitz (heute ein Ortsteil der Stadt Bad Freienwalde)
- Brunow (heute ein Ortsteil der Gemeinde Heckelberg-Brunow)
- Dannenberg (heute ein Ortsteil der Gemeinde Falkenberg)
- Eichwerder (heute ein Ortsteil der Stadt Wriezen)
- Falkenberg (Mark) (heute ein Ortsteil der Gemeinde Falkenberg)
- Frankenfelde (heute ein Ortsteil der Stadt Wriezen)
- Freudenberg (heute ein Ortsteil der Gemeinde Beiersdorf-Freudenberg)
  - Gersdorf (am 1. Oktober 1961 schlossen sich Kruge und Gersdorf zu Kruge/Gersdorf zusammen[1]) (heute ein Gemeindeteil von Kruge/Gersdorf, einem Ortsteil der Gemeinde Falkenberg)
- Güstebieser Loose (heute ein Ortsteil von Neulewin)
  - Harnekop (am 1. Januar 1967 schlossen sich Harnekop und Sternebeck zu Sternebeck/Harnekop zusammen[1]) (heute ein Ortsteil von Prötzel)
- Haselberg (heute ein Ortsteil der Stadt Wriezen)
- Heckelberg (heute ein Ortsteil der Gemeinde Heckelberg-Brunow)
  - Heinrichsdorf (wurde am 19. Januar 1957 in Kerstenbruch eingemeindet[1]) (heute ein Gemeindeteil von Neulewin)
- Hohensaaten (heute ein Ortsteil der Stadt Bad Freienwalde)
- Hohenwutzen (heute ein Ortsteil der Stadt Bad Freienwalde)
  - Karlshof (wurde am 1. Januar 1974 nach Neulietzegöricke eingemeindet,[1] wurde am 1. April 1991 wieder ausgegliedert, am 3. Oktober 1991 nach Neulewin eingemeindet) (heute ein Gemeindeteil von Neulewin)
  - Kerstenbruch (wurde am 19. Januar 1957 wurde Heinrichsdorf eingemeindet, am 1. März 1973 wurde Kerstenbruch inkl. Heinrichsdorf nach Neulewin eingemeindet[1]) (heute ein Gemeindeteil von Neulewin)
  - Kruge (am 1. Oktober 1961 schlossen sich Kruge und Gersdorf zu Kruge/Gersdorf zusammen[1]) (heute ein Gemeindeteil von Kruge/Gersdorf, einem Ortsteil der Gemeinde Falkenberg)
- Kruge/Gersdorf (am 1. Oktober 1961 schlossen sich Kruge und Gersdorf zu Kruge/Gersdorf zusammen[1]) (heute ein Ortsteil der Gemeinde Falkenberg)
  - Kunersdorf (am 1. März 1974 schlossen sich Kunersdorf und Metzdorf zu Kunersdorf/Metzdorf zusammen[1]) (heute ein Ortsteil von Bliesdorf)
- Kunersdorf/Metzdorf (am 1. März 1974 schlossen sich Kunersdorf und Metzdorf zusammen[1])
- Leuenberg (heute ein Ortsteil der Gem. Höhenland)
  - Lüdersdorf (am 1. Januar 1974 schlossen sich Lüdersdorf und Biesdorf zu Lüdersdorf/Biesdorf zusammen[1]) (heute ein Ortsteil der Stadt Wriezen)
- Lüdersdorf/Biesdorf (am 1. Januar 1974 schlossen sich Lüdersdorf und Biesdorf zu Lüdersdorf/Bliesdorf zusammen[1])
- Mädewitz (am 1. März 1973 schlossen sich Altmädewitz und Neumädewitz zu Mädewitz zusammen[1]) (heute ein Ortsteil der Gem. Oderaue)
  - Metzdorf (am 1. März 1974 schlossen sich Kunersdorf und Metzdorf zu Kunersdorf/Metzdorf zusammen[1]) (heute ein Ortsteil von Bliesdorf)
- Möglin (heute ein Ortsteil der Gem. Reichenow-Möglin)
- Neuenhagen (heute ein Ortsteil der Stadt Bad Freienwalde)
  - Neugaul (am 1. April 1959 schlossen sich Rathsdorf und Neugaul zu Rathsdorf/Neugaul zusammen[1]) (heute ein Gemeindeteil von Rathsdorf, Ortsteil der Stadt Wriezen)
- Neulewin (am 1. März 1973 wurde Kerstenbruch inkl. Heinrichsdorf nach Neulewin eingemeindet[1])
- Neuküstrinchen (am 1. Januar 1974 wurde Neuranft in Neuküstrinchen eingemeindet[1]) (heute ein Ortsteil der Gem. Oderaue)
- Neulietzegöricke (am 1. Januar 1974 wurde Karlshof nach Neulietzegöricke eingemeindet[1]) (heute ein Gemeindeteil von Neulewin)
  - Neumädewitz (am 1. März 1973 schlossen sich Altmädewitz und Neumädewitz zu Mädewitz zusammen[1]) (heute ein Gemeindeteil der Gem. Oderaue)
  - Neuranft (wurde am 1. Januar 1974 in Neuküstrinchen eingemeindet[1]) (heute ein Gemeindeteil der Gem. Oderaue)
- Neureetz (heute ein Ortsteil der Gem. Oderaue)
- Neurüdnitz (heute ein Ortsteil der Gem. Oderaue)
  - Neuwustrow (am 1. Januar 1957 schlossen sich Altwustrow und Neuwustrow zu Wustrow zusammen[1]) (heute ein Gemeindeteil der Gem. Oderaue)
  - Rathsdorf (am 1. April 1959 schlossen sich Rathsdorf und Neugaul zu Rathsdorf/Neugaul zusammen[1]) (heute ein Ortsteil der Stadt Wriezen)
- Rathsdorf/Neugaul (am 1. April 1959 schlossen sich Rathsdorf und Neugaul zu Rathsdorf/Neugaul zusammen[1])
- Schiffmühle (heute ein Ortsteil der Stadt Bad Freienwalde)
- Schulzendorf (heute ein Ortsteil der Stadt Wriezen)
  - Sonnenburg (am 1. Januar 1957 eingemeindet nach Bad Freienwalde[1])
- Steinbeck (heute ein Ortsteil der Gem. Höhenland)
  - Sternebeck (am 1. Januar 1967 schlossen sich Harnekop und Sternebeck zu Sternebeck/Harnekop zusammen[1]) (heute ein Ortsteil von Prötzel)
- Sternebeck-Harnekop (am 1. Januar 1967 schlossen sich Harnekop und Sternebeck zu Sternebeck/Harnekop zusammen[1])
- Tiefensee (heute ein Ortsteil von Werneuchen)
  - Wölsickendorf (am 1. Oktober 1961 schlossen sich Wölsickendorf und Wollenberg zu Wölsickendorf-Wollenberg zusammen[1]) (heute ein Gemeindeteil der Gem. Höhenland)
- Wölsickendorf-Wollenberg (am 1. Oktober 1961 schlossen sich Wölsickendorf und Wollenberg zu Wölsickendorf-Wollenberg zusammen[1]) (heute ein Ortsteil der Gem. Höhenland)
  - Wollenberg (am 1. Oktober 1961 schlossen sich Wölsickendorf und Wollenberg zu Wölsickendorf-Wollenberg zusammen[1])
- Wriezen, Stadt
- Wustrow (am 1. Januar 1957 schlossen sich Altwustrow und Neuwustrow zu Wustrow zusammen[1]) (heute ein Ortsteil der Gem. Oderaue)
- Zäckericker Loose (heute ein Ortsteil der Gem. Oderaue)

1992 bildeten sich im Kreis die Verwaltungsgemeinschaften Amt Bad Freienwalde-Insel, Amt Falkenberg-Höhe, Amt Wriezen und Amt Barnim-Oderbruch.

## Kfz-Kennzeichen
Den Kraftfahrzeugen (mit Ausnahme der Motorräder) und Anhängern wurden von etwa 1974 bis Ende 1990 dreibuchstabige Unterscheidungszeichen, die mit dem Buchstabenpaar EB begannen, zugewiesen. Die letzte für Motorräder genutzte Kennzeichenserie war ES 29-56 bis ES 42-80.
Anfang 1991 erhielt der Landkreis das Unterscheidungszeichen FRW. Es wurde bis Ende 1993 ausgegeben. Seit dem 18. März 2013 gilt es aufgrund der Kennzeichenliberalisierung im Landkreis Märkisch-Oderland.

## Belege